# 英国物理学会

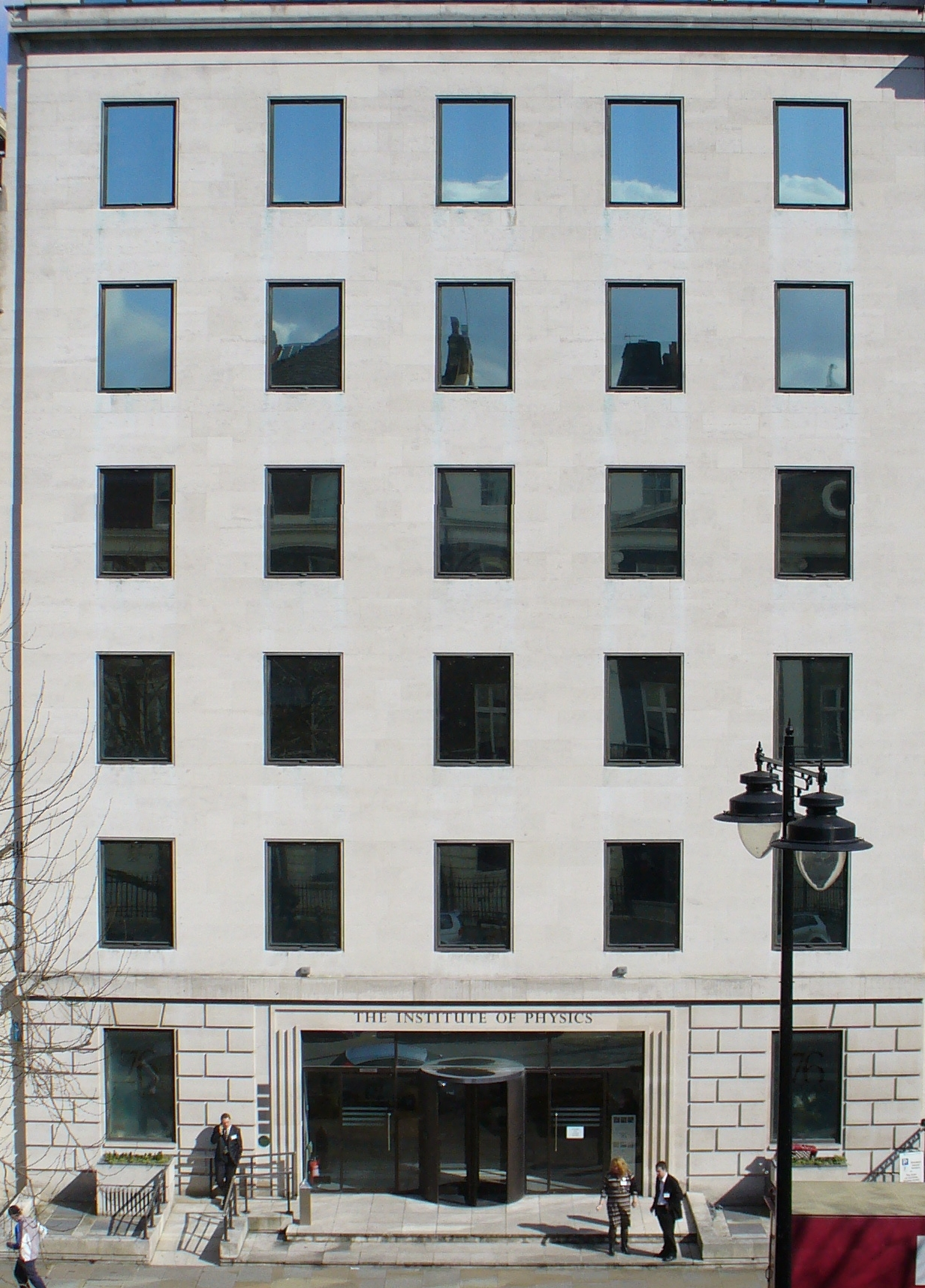
英国伦敦的英国物理学会大楼

英国物理学会（英語：Institute of Physics，縮寫：IOP）为英国、爱尔兰地区的物理学专业团体。英国物理学会成立于1874年。目前，英国物理学会在全世界有36,000名会员。

## 主要期刊
- 光学杂志（Journal of Optics）
- 物理学杂志（Journal of Physics）
- 物理学杂志A（Journal of Physics A）
- 物理学杂志B（Journal of Physics B: Atomic, Molecular and Optical Physics）
- 物理学杂志D（Journal of Physics D）
- 物理学杂志G（Journal of Physics G）
- 物理学杂志：凝聚态物质（Journal of Physics: Condensed Matter）
- 新物理学杂志（New Journal of Physics）
- 半导体科学与技术（Semiconductor Science and Technology）